# 1992年日本グランプリ (4輪)
1992年日本グランプリ (1992 Japanese Grand Prix) は、1992年F1世界選手権の第15戦として、1992年10月25日に鈴鹿サーキットで決勝レースが開催された。

## 概要
1987年に鈴鹿サーキットで再開されて以来、日本GPは毎年チャンピオン決定戦となってきたが、この年はドライバーズ、コンストラクターズ両部門ともすでに決定していた。そのため、今季限りで第二期活動（エンジン供給）を終了するホンダのラストランに関心が集まった。マクラーレンのアイルトン・セナは来日後フジテレビの番組に出演したり、ヘルメットに日の丸のステッカーを貼るなどして、ホンダへの感謝を表した。
フェラーリは前戦ポルトガルGPを最後に成績不振のイヴァン・カペリを解雇し、代役としてテストドライバーのニコラ・ラリーニが出場する。
マーチはカール・ヴェンドリンガーに代わってヤン・ラマースを起用。日本にも馴染みの深いラマースはセオドール時代の1982年以来、10年ぶりのF1参戦となった。

## 予選

### 展開
土曜日の予選2回目は雨のため多くのマシンが出走せず、金曜日の予選1回目のタイムでスターティンググリッドが決定した。ウィリアムズ・FW14Bは鈴鹿でも速さを見せつけ、ナイジェル・マンセルが今季13回目のポールポジションを獲得。チームメイトのリカルド・パトレーゼが0.9秒差の2位につけた。
ホンダは鈴鹿スペシャルエンジンを投入し、アイルトン・セナがパトレーゼと僅差の3位、ゲルハルト・ベルガーがセナから2秒遅れの4位となった。5位ベネトンのミハエル・シューマッハの後ろにロータスのジョニー・ハーバートとミカ・ハッキネンがつけた。
日本人ドライバーは、フットワークの鈴木亜久里が16位、ヴェンチュリの片山右京が20位となった。

### 結果
| 順位 | No | ドライバー                       | コンストラクター           | 1回目    | 2回目     |
| ---- | -- | -------------------------------- | -------------------------- | -------- | --------- |
| 1    | 5  | ナイジェル・マンセル             | ウィリアムズ・ルノー       | 1'37.360 | 2'07.703  |
| 2    | 6  | リカルド・パトレーゼ             | ウィリアムズ・ルノー       | 1'38.219 | 2'13.971  |
| 3    | 1  | アイルトン・セナ                 | マクラーレン・ホンダ       | 1'38.375 | No Time   |
| 4    | 2  | ゲルハルト・ベルガー             | マクラーレン・ホンダ       | 1'40.296 | No Time   |
| 5    | 19 | ミハエル・シューマッハ           | ベネトン・フォード         | 1'40.922 | 11'12.418 |
| 6    | 12 | ジョニー・ハーバート             | ロータス・フォード         | 1'41.030 | No Time   |
| 7    | 11 | ミカ・ハッキネン                 | ロータス・フォード         | 1'41.415 | No Time   |
| 8    | 26 | エリック・コマス                 | リジェ・ルノー             | 1'42.187 | No Time   |
| 9    | 4  | アンドレア・デ・チェザリス       | ティレル・イルモア         | 1'42.361 | 2'13.715  |
| 10   | 25 | ティエリー・ブーツェン           | リジェ・ルノー             | 1'42.428 | No Time   |
| 11   | 28 | ニコラ・ラリーニ                 | フェラーリ                 | 1'42.488 | No Time   |
| 12   | 23 | クリスチャン・フィッティパルディ | ミナルディ・ランボルギーニ | 1'42.617 | No Time   |
| 13   | 20 | マーティン・ブランドル           | ベネトン・フォード         | 1'42.626 | No Time   |
| 14   | 24 | ジャンニ・モルビデリ             | ミナルディ・ランボルギーニ | 1'42.627 | 2'10.260  |
| 15   | 27 | ジャン・アレジ                   | フェラーリ                 | 1'42.824 | No Time   |
| 16   | 10 | 鈴木亜久里                       | フットワーク・無限ホンダ   | 1'43.029 | No Time   |
| 17   | 32 | ステファノ・モデナ               | ジョーダン・ヤマハ         | 1'43.117 | 2'19.944  |
| 18   | 29 | ベルトラン・ガショー             | ベンチュリ・ランボルギーニ | 1'43.156 | No Time   |
| 19   | 22 | ピエルルイジ・マルティニ         | ダラーラ・フェラーリ       | 1'43.251 | No Time   |
| 20   | 30 | 片山右京                         | ベンチュリ・ランボルギーニ | 1'43.488 | 5'40.775  |
| 21   | 3  | オリビエ・グルイヤール           | ティレル・イルモア         | 1'43.941 | No Time   |
| 22   | 21 | J.J.レート                       | ダラーラ・フェラーリ       | 1'44.037 | No Time   |
| 23   | 16 | ヤン・ラマース                   | マーチ・イルモア           | 1'44.075 | No Time   |
| 24   | 9  | ミケーレ・アルボレート           | フットワーク・無限ホンダ   | 1'44.149 | 2'25.413  |
| 25   | 33 | マウリシオ・グージェルミン       | ジョーダン・ヤマハ         | 1'44.253 | No Time   |
| 26   | 17 | エマニュエル・ナスペッティ       | マーチ・イルモア           | 1'47.303 | No Time   |

## 決勝

### 展開
スタートでは上位がグリッド順のまま1コーナーを通過し、早くもウィリアムズ勢が後続を引き離す。これを追う3番手のマシンは次々とトラブルに見舞われた。3周目、セナのマシンにエンジントラブルが発生し、ダンロップコーナーの東コースショートカットにマシンを止めた。セナは完走した際に、ホンダと日本人のファンに対する感謝の気持ちを表すために振るための日の丸の小旗をコクピット内に仕込んでいたが、これを振ることはできないままレースを終えた。ベルガーは早めのタイヤ交換で後退し、シューマッハも13周目にギアボックスが壊れ、3位に上がったハーバートもシューマッハと同じトラブルでピットに戻った。
36周目、最終コーナーでマンセルのマシンがスローダウン。20秒後方にいたパトレーゼが追いつき、ホームストレートでトップが入れ替わった。すでにチャンピオンを獲得していたマンセルは、2戦前のイタリアGPでパトレーゼに勝利を譲る約束をしていたが、この時は両者リタイアしたため、ここで改めて約束を実行するつもりだった。その後マンセルは44周目にファステストラップを記録したが、翌周のS字コーナーでルノーエンジンが火を吹きリタイアとなった。この周には、4位のハッキネンもエンジンブローで戦列を離れた。
パトレーゼは（F1キャリア最後の優勝となる）今季初勝利を達成し、セナを抜いてドライバーズランキング2位に浮上した。表彰台は2位ベルガー、3位ブランドルというセカンドドライバー揃いの顔触れとなった。
日本人ドライバーは鈴木が8位、片山が11位で完走した。片山はチームメイトのガショーにシケインで追突されたものの、格上のチームであるフェラーリのラリーニをパスする見せ場を作った。

### 結果
| 順位 | No | ドライバー                       | チーム                       | 周回 | タイム/リタイア | グリッド | ポイント |
| ---- | -- | -------------------------------- | ---------------------------- | ---- | --------------- | -------- | -------- |
| 1    | 6  | リカルド・パトレーゼ             | ウィリアムズ・ルノー         | 53   | 1:33'09.553     | 2        | 10       |
| 2    | 2  | ゲルハルト・ベルガー             | マクラーレン・ホンダ         | 53   | +13.729         | 4        | 6        |
| 3    | 20 | マーティン・ブランドル           | ベネトン・フォード           | 53   | +1'15.503       | 13       | 4        |
| 4    | 4  | アンドレア・デ・チェザリス       | ティレル・イルモア           | 52   | +1 Lap          | 9        | 3        |
| 5    | 27 | ジャン・アレジ                   | フェラーリ                   | 52   | +1 Lap          | 15       | 2        |
| 6    | 23 | クリスチャン・フィッティパルディ | ミナルディ・ランボルギーニ   | 52   | +1 Lap          | 12       | 1        |
| 7    | 32 | ステファノ・モデナ               | ジョーダン・ヤマハ           | 52   | +1 Lap          | 17       |          |
| 8    | 10 | 鈴木亜久里                       | フットワーク・無限ホンダ     | 52   | +1 Lap          | 16       |          |
| 9    | 21 | J.J.レート                       | ダラーラ・フェラーリ         | 52   | +1 Lap          | 22       |          |
| 10   | 22 | ピエルルイジ・マルティニ         | ダラーラ・フェラーリ         | 52   | +1 Lap          | 19       |          |
| 11   | 30 | 片山右京                         | ヴェンチュリ・ランボルギーニ | 52   | +1 Lap          | 20       |          |
| 12   | 28 | ニコラ・ラリーニ                 | フェラーリ                   | 52   | +1 Lap          | 11       |          |
| 13   | 17 | エマニュエル・ナスペッティ       | マーチ・イルモア             | 51   | +1 Lap          | 26       |          |
| 14   | 24 | ジャンニ・モルビデリ             | ミナルディ・ランボルギーニ   | 51   | +2 Laps         | 14       |          |
| 15   | 9  | ミケーレ・アルボレート           | フットワーク・無限ホンダ     | 51   | +2 Laps         | 24       |          |
| Ret  | 5  | ナイジェル・マンセル             | ウィリアムズ・ルノー         | 44   | エンジン        | 1        |          |
| Ret  | 11 | ミカ・ハッキネン                 | ロータス・フォード           | 44   | エンジン        | 7        |          |
| Ret  | 29 | ベルトラン・ガショー             | ラルース・ランボルギーニ     | 39   | 接触            | 18       |          |
| Ret  | 26 | エリック・コマス                 | リジェ・ルノー               | 36   | エンジン        | 8        |          |
| Ret  | 16 | ヤン・ラマース                   | マーチ・イルモア             | 27   | クラッチ        | 23       |          |
| Ret  | 33 | マウリシオ・グージェルミン       | ジョーダン・ヤマハ           | 22   | スピン          | 25       |          |
| Ret  | 12 | ジョニー・ハーバート             | ロータス・フォード           | 15   | ギアボックス    | 6        |          |
| Ret  | 19 | ミハエル・シューマッハ           | ベネトン・フォード           | 13   | ギアボックス    | 5        |          |
| Ret  | 3  | オリビエ・グルイヤール           | ティレル・イルモア           | 6    | スピン          | 21       |          |
| Ret  | 25 | ティエリー・ブーツェン           | リジェ・ルノー               | 3    | ギアボックス    | 10       |          |
| Ret  | 1  | アイルトン・セナ                 | マクラーレン・ホンダ         | 3    | エンジン        | 3        |          |